# Anna (film 1988)
Anna (Anna - Der Film) è un film tedesco del 1988, diretto da Frank Strecker. Fa da sequel all'omonima miniserie per la televisione, uscita l'anno precedente, con un cast quasi identico. Sia il film sia la miniserie, tratti da un romanzo di Justus Pfaue, ebbero successo anche all'estero e contribuirono alla consacrazione dell'attrice protagonista Silvia Seidel, vincitrice di vari riconoscimenti tra cui il Bambi. 